# اتسنبورن

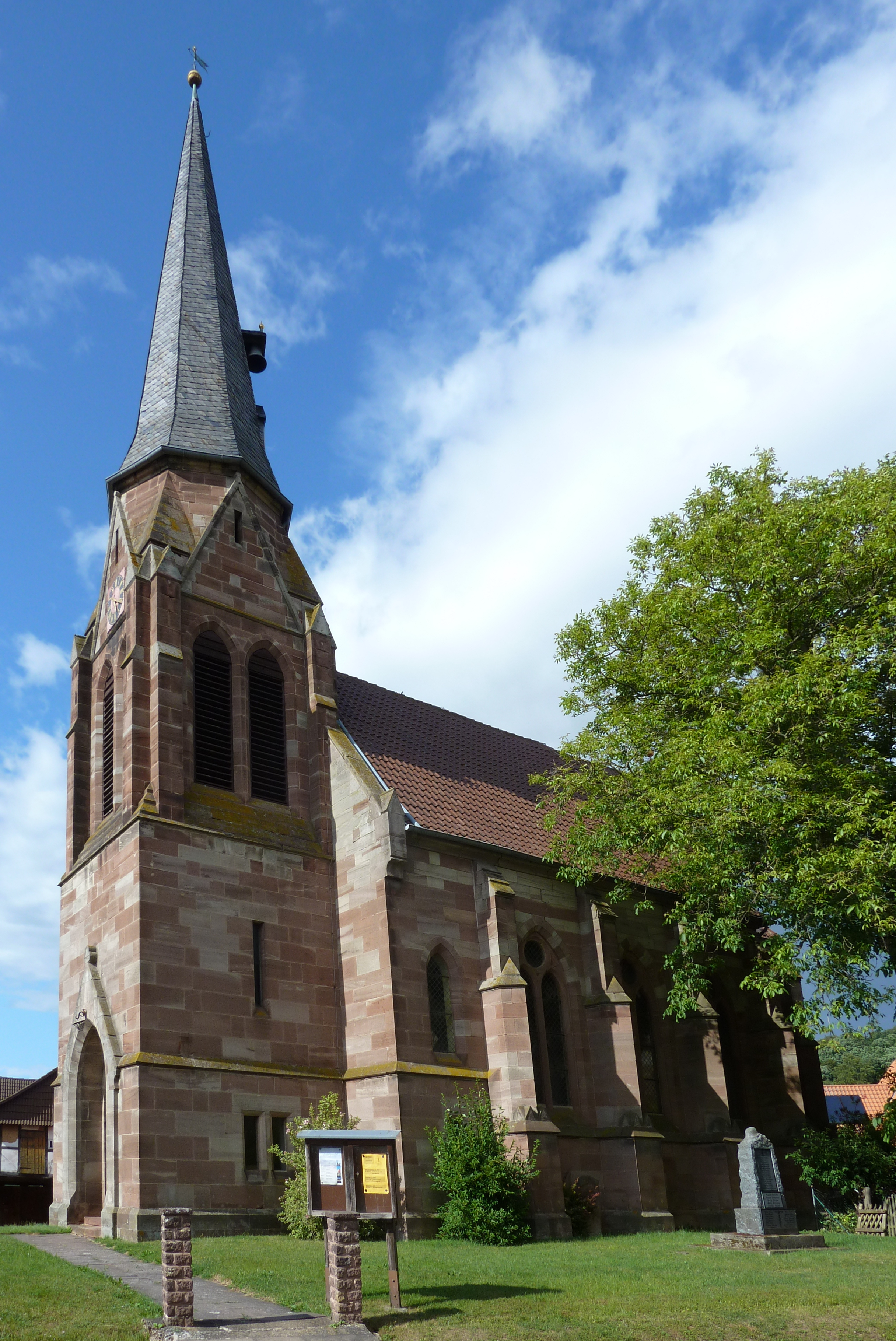
کلیسای شهر اتسنبورن

اتسنبورن (به آلمانی: Etzenborn) یک منطقهٔ مسکونی در آلمان است که در گلایشن (نیدرزاکسن) واقع شده‌است. اتسنبورن ۲۱۶ نفر جمعیت دارد.